# Мецвальдовский, Войцех
Войцех Мецвальдовский (пол. Wojciech Mecwaldowski; род. 5 апреля 1980, Душники-Здруй, Польша) — польский актёр театра, кино и телевидения.

## Биография
В 2004 году окончил Академию театральных искусств имени Станислава Выспяньского (филиал во Вроцлаве). С 2004 по 2008 выступал на сцене Польского театра во Вроцлаве.

## Фильмография
| Год  |   | Русское название                            | Оригинальное название                          | Роль                       |
| ---- | - | ------------------------------------------- | ---------------------------------------------- | -------------------------- |
| 2002 | ф | День психа                                  | Dzień świra                                    | игрок в футбол             |
| 2004 | ф | Удары                                       | Pręgi                                          | интроверт-приятель Войтека |
| 2006 | ф | Короткая истерика времени                   | Krótka histeria czasu                          | Анджей Давид               |
| 2007 | ф | Тестостерон                                 | Testosteron                                    | Ярик Депчак, критик        |
| 2009 | ф | Люби и танцуй                               | Kochaj i tancz                                 | Славик                     |
| 2012 | ф | Девушка из шкафа                            | Dziewczyna z szafy                             | Томек                      |
| 2012 | ф | Одиннадцатое сентября 1683 года             | Bitwa pod Wiedniem                             | Юрий Франц Кульчицкий      |
| 2013 | с | Время чести                                 | Czas honoru                                    | агент НКВД Шевчук          |
| 2015 | ф | 11 минут                                    | 11 minut                                       | Хелманн, муж Анны          |
| 2017 | ф | Искусство любви. История Михалины Вислоцкой | Sztuka kochania. Historia Michaliny Wislockiej | член комитета культуры     |
| 2019 | ф | Самая холодная игра                         | The Coldest Game                               | распорядитель              |
| 2020 | ф | В лесу сегодня не до сна                    | W lesie dziś nie zaśnie nikt                   | Оливер                     |
| 2021 | ф | В лесу сегодня не до сна 2                  | W lesie dziś nie zaśnie nikt 2                 | Оливер                     |